# 新生紀ドラゴゲリオンZ
『新生紀ドラゴゲリオンZ』（しんなまきドラゴゲリオンゼット、英: Dragogelion Z）は、2014年4月27日から2020年8月23日までニコニコ生放送で放送されていた、株式会社よしもとクリエイティブ・エージェンシー制作のお笑い番組。R藤本と桜 稲垣早希のコンビ『ドラゴゲリオンZ』の冠番組である。通称「ドラゴゲリオン」、「ドラゴゲリオンZ」。

## 概要
前身番組はニコニコ生放送において「もっと！桜 稲垣早希」というタイトルで毎週金曜22:30にNSC大阪校内で放送されていたが、同チャンネルがリニューアルすると同時に単独チャンネルとして独立し、同校から撤退した。以降は桜 稲垣早希と安田由紀奈が出演していたが、安田の降板に伴いR藤本がレギュラー出演となり、放送日も日曜22:00 - 24:00頃に変更され。内容もトーク主体からバラエティ主体に路線変更。第7話まではゲストを招かない方針であった。
番組キャッチフレーズは「エリート、暴走モード」「エリートの為の生放送」。番組内では両者が「ベジータ」「惣流・アスカ・ラングレー」のキャラクターに扮し、時折ゲストも迎えて様々な企画で対戦を繰り広げていた。
R藤本によれば、自身と番組構成作家との間での方向性の違いなどが発端となり、R藤本が辞意を表明、2020年8月23日に番組最終回を迎えた。

## 略史
- 2014年4月27日よりニコニコ生放送において放送開始[5]。
- 2014年6月14日からは毎月『新生紀ドラゴゲリオンZ劇場版』[6]として、ライブイベントも開催[7]。
- 2015年1月から毎月2回日曜日の22:00からの放送[注 2]となる。
- 2018年11月25日放送の第56.5話で会員数が1300人突破（吉本ニコ生チャンネル会員数トップ）。
- 2018年12月9日で新生紀ドラゴゲリオンZ劇場版はリニューアルのため一旦休止。
- 2019年1月から生放送が『ドラゴゲリオンZ』が月2回、『特別放送』が月1回[8]の合計月3回放送にリニューアル。特別放送の第1回目でユーザーのコメントを参考に『ドラゴゲリオン増刊号』の番組名が付けられた。
- 2020年1月から『ドラゴゲリオン増刊号』が一旦休止されて月2回放送になる。
- 2020年8月9日放送回で次回8月23日で最終回と発表。同年8月23日に最終回が放送された[9]。

## 番組名
「ドラゴンボール」の「ベジータ」の物真似芸人であるR藤本と「新世紀エヴァンゲリオン」の「惣流・アスカ・ラングレー」の物真似芸人である稲垣早希がコンビを組んだことから、「ドラゴンボールZ」と「新世紀エヴァンゲリオン」の名前からとって「新生紀ドラゴゲリオンZ」という番組名となった。
「新生紀」は『しんせいき』ではなく『しんなまき』と呼び、その理由は「ニコ生だから」と第1話で発言している。

## 出演者

### メイン出演者
- R藤本
  - 基本的にベジータとして出演する。
- 桜 稲垣早希
  - 基本的にアスカとして出演する。
  - 稲垣は2019年9月21日に妊娠5ヶ月であることを公表した[10]。このため、2019年12月22日放送を最後に産休のため一時降板。産休中はR藤本とゲスト出演者のみで番組を進行していた。2020年4月26日からリモートで復帰[11]。

### ゲスト出演者
各話リストを参照

## コーナー

### 現在のレギュラーコーナー
新生紀ドラゴゲリオンGT
チャンネル会員登録者のみに向けて放送される、放送終了後の裏話、丸秘トーク。本編で行えなかった企画などを行うこともある。映像がある回と音声のみの回があり、当初は音声のみでドラゴゲリオンラジオとも言われていた。音声のみの回は本編での「ベジータ」と「アスカ」のキャラクターとは異なり、「R藤本」と「桜 稲垣早希」で送られる。コーナー名の「GT」は楽屋トークの略。第1話から第54.5話と第57話から第77話まで行われた。

### 不定期コーナー
ドラゴゲリオン リツイートバトル
ドラゴゲリオンの公式ツイッターで2人がツイートをして、番組中にどちらが多くリツイートされるかを競うコーナー。第12話、2015年超特大SP、2016年超拡大版、2017年超拡大版、2018年超拡大版、第65話で行われた。
ドラゴゲリオン住民投票
アレってこうするべき、これは止めるべきを完全決着するコーナー。お題に対して2人が賛成、反対の札を上げる。意見が分かれた場合はディベートバトルをして、視聴者アンケートで勝敗を決める。第14.5話で初登場。第20.5話、2015年超特大SP、第22話、第24.5話、第26話、第27話と不定期で行われている。
マジ相談マジ解決センター
ドラゴゲリオンの公式チャンネル内ブロマガで視聴者のマジ相談を募集。書き込まれたマジ相談をエリートの2人がマジ解決するコーナー。第29話、第32.5話、2016年超拡大版で行われた。
支持率調査/支持率ギャンブル/○○○○ダービー!
世の中にある色々な物を徹底調査して支持率を決定するコーナー。支持率調査にはニコ生アンケートを使用する。1テーマに6項目あるので1位、2位を当てれば成功となる。第41話、第43話、2017年超拡大版、第50話から第51話、第52話、第55.5話、2018年超拡大版、第59話、第62.5話、第70話で行われた。
めざせ当選!○○総選挙バトル
支持率操作の強化版コーナー。用意されている色々なテーマの選挙で、自分ならこれだという物を上げて出馬。国民の民意を汲み取って当選できるかで勝負する。選挙にはニコ生アンケートを使用。第62話、第64.5話、第69.5話、第70.5話と不定期で行われている。

### 過去のレギュラーコーナー
天下一キャラ武道会
アニメ・漫画好きの2人が、毎回与えられたテーマに合ったキャラクターをプレゼンしあうコーナー。プレゼンの際は自分で書いたイラストで発表する。勝敗は主に視聴者からの投票で決まり、過半数を上回ったほうの勝者となる。第1話から第3話まで行われた。
日本で発見!?こんなところにエリート人
各回のテーマに沿って「こんなところに出没した!」というお互いが撮ってきた写真を見せ合い対決するコーナー。どちらがインパクトのある写真を撮ってきたかを競う。テーマは対決を行う月の行事に沿ったテーマが選ばれることが多いが、稲垣早希の負けが多いため稲垣早希が有利になるためのテーマが選ばれることもある。勝敗は視聴者からの投票で決まり、過半数を上回ったほうの勝者となる。第1話から第12話まで行われた。
エリート格言のススメ/エリート日本人名言
世の中のあらゆるエリート（偉人・著名人）が残した格言・名言を虫食い状態で2人に出題し、正解を予想するコーナー。出演者であるR藤本、稲垣早希の格言が問題となることもある。第9話では全問題が稲垣早希の格言のみとなった。第2話から第12.5話までと2015年超特大SP、2016年超拡大版、第50話、第52話、第61.5話、第63.5話、第65話で行われた。
一刀両断!エリート相談室
視聴者から公式ツイッターアカウントへ寄せられたお悩みを、エリートである2人がズバッと解決するコーナー。第2話から第13話まで行われた。
精神と時とヨイショの部屋
出されたお題(人・物・場所など)をとにかくヨイショするコーナー。第10話のGTコーナーから第14話、第50話で行われた。初期は『ヨイショ王グランプリ』のコーナー名だった。
ドラゴゲリオン知恵袋
知恵袋に上がっている質問にエリートである2人が本気で答えて、ベストアンサーを狙うコーナー。第14.5話から第15話まで行われた。
エリート知ったかバトル
お題として出される各種分野の専門用語、最新用語を使って例文を作成し、どちらがより知ったかぶりを決められたかを競う。勝敗は視聴者からの投票で決まり、過半数を上回ったほうの勝者となる。第13話から第17話、2015年超特大SP、2016年超拡大版、第34話、第39話、第40話、2017年超拡大版、第52話、第65話で行われた。
超協力!偏差値フュージョン!
上の句、下の句に分かれた問題に対して1人ずつ答えて正解を導き出すコーナー。2人の答えが合致すれば成功となる。第16.5話、第17.5話、2015年超特大SP、2016年超拡大版、第34話、2018年超拡大版、第71.5話で行われた。
ほんまそれグランプリ
テーマに沿った多くの人が共感出来る事を発表して対決するコーナー。発表内容に共感出来たユーザーは「ほんまそれ」とコメントを打って、スタッフはそのコメント数を数える。互いに発表して「ほんまそれ」のコメント数が多かったほうが勝者となる。第17.5話から第27話、第34.5話から第35話、第50話で行われた。
また特別企画として共感出来ない事を発表する「なんやそれグランプリ」も行われた。共感出来なかったユーザーは「なんやそれ」とコメントを打ち、その数が多かった方が勝者となる。第26.5話、第27話で行われた。
世界に羽ばたけ!ドラゴゲリオン英語化計画
世界に羽ばたいていく為、外国人にももっとウケる為に英語力を鍛えていくコーナー。第19話から第22話まで行われた。
英語化計画 スプリングセンテンス問題
問題とされるカタカナ化した英語を日本語にすると何になるかを答えるコーナー。例:問題「ワイド エンド クール チャイルド」/答え「広末涼子」（wide end cool child）。第23話のGTコーナーから始まり第24話までと2016年超拡大版で行われた。
ドラゴゲリオン特別なオンリーワンZ
出されたお題に世界に一つだけのオンリーワンの答えを出せるかを競うコーナー。先に2人が答えを書いて、その後に視聴者が答えをコメントする。視聴者と1つでも被ったらアウトとなる。第22.5話から第25話、第29話から第38話、2016年超拡大版、第52話で行われた。
パターン青!?使徒 判定委員会
エヴァンゲリオンの人類に仇なす存在『使徒』。世の中に溢れる様々な使徒を判定して行くコーナー。互いに使徒だと思う物を発表して、それが使徒だと思えばパターン青「使徒」の札を、思わなければパターンオレンジ「不明」の札を上げる。2人の意見が分かれた場合は視聴者アンケートで判定する。第27.5話から第36話、2017年超拡大版で行われた。
2トップをねらえ!～完全まっぷたつ～
あるテーマにおいて甲乙付け難い50/50なライバルを競わせるコーナー。出されるお題に対して2人が、評価が拮抗する存在を提案。視聴者アンケートで50.0%:50.0%になれば成功となる。第36.5話から第44話、第52話、第54.5話、第65話から第71.5話まで行われた。
オラに答えを分けてくれ
芸人として人間として、どれだけ人望を築いてるかを競うコーナー。2人が交代で回答者となり、そこに難しいマニアックなクイズ問題が出される。問題の答えを視聴者のコメントで貰い、回答者は正解だと思うコメントを選んで発表。問題に正解した方が勝者。第44.5話から第62.5話まで行われた。
新生紀どりゃごげりおん
新生紀ドラゴゲリオンGTに変わって始まったコーナー。チャンネル会員登録者のみに向けて放送される。視聴者からの2人の素のトークも見たいという声に答えて企画された。第55話から第56.5話まで行われた。

## 各話リスト
- 通算全157回（本編138回、スペシャル4回、番外編3回（第28.9話含む）、増刊号12回、合計157回）※第73.5話は欠番
- 第10話[12]、第10.5話、第33話、第34話のアーカイブ動画は動画ファイルが破損していたためアップされていない[12]。

## 使用曲

### オープニング
- 「BGM」（第1話 - 第23話）

- 「DO LOVE GO」（第23.5話[13] - 最終話）

作詞（1番） - 藤本博史・稲垣早希・兼光貴史 / 作曲 - しっかりとした卍
歌 - R藤本・桜 稲垣早希
2015年12月27日放送「超特大SP」番組内で作られた。
第23.5話でユーザーから2番の歌詞を募集する事を発表。
第46.5話から一部映像が変更された。
タイトル表示時の背景色を橙色から青色に変更、タイトル後の映像変更。
こりゃめでてーな・伊藤、ビスケッティ・佐竹、アイデンティティ・田島の画像追加など。
第55話から一部映像が変更された。
タイトル表示時の背景色を紫色に変更、タイトル後の映像変更、告知用イラスト追加など。
2018年12月23日放送「超拡大版DX」番組内で2番の歌詞を作成した。
ユーザーから募集した歌詞は使用されていない。
第69話から一部映像、音声が変更された。
歌にバックコーラス追加。
前奏の映像文字が「エリートVS」から「新生紀」に変更。
タイトル表示時の背景色を緑色に変更、一部の画像変更。
大自然・ロジャー、まるいるい、ビスケッティ・岩橋、石川ことみの画像追加など。

### エンディング
- 「BGM」（第2話 - 最終話）

- 「GT GT」（超拡大版SP、第36話）

作詞（1番） - 藤本博史・稲垣早希・兼光貴史・タカタ先生 / 作曲 - タカタ先生
歌・ギター - タカタ先生 / コーラス - R藤本・桜 稲垣早希 / 台詞 - 兼光貴史 / パーカッション - スタジオカドタ
2016年12月25日放送「超拡大版SP」番組内で作られた。
- 「曲名不明」（第49話 - 第74話）

作詞 - コメント・アイロンヘッド・辻井・R藤本・桜 稲垣早希 / 作曲 - アイロンヘッド・辻井
歌 - アイロンヘッド・辻井・R藤本・桜 稲垣早希
2018年3月25日放送「第48.5話リズム地獄SP」番組内で作られた。
第49話でユーザーから上記の曲のアレンジ曲を募集する事を発表。
ED曲は第2話から使われているエンディングBGMと第48.5話で作られた曲のどちらかが使われている。

### 休憩時挿入曲
- 「曲名不明」（第42話 - 第62.5話）

作詞 - アイロンヘッド・辻井 / 作曲 - アイロンヘッド・辻井
歌 - アイロンヘッド・辻井
2017年8月27日放送「第41.5話リズム地獄SP」番組内で作られた。
無料パートと会員登録者のみのパートの間の休憩時に流れる。
- 「曲名不明」（第63話 - 第66.5話）

作詞 - R藤本・桜 稲垣早希・アイロンヘッド・辻井
歌 - R藤本・桜 稲垣早希・アイロンヘッド・辻井
2019年3月17日放送「第60.5話超プライベートSP」番組内で作られた。
- 「曲名不明」（第67話 - 第72.5話）

作詞 - R藤本、桜 稲垣早希 / 作曲 - アイロンヘッド・辻井、トニーフランク
歌 - アイロンヘッド・辻井、トニーフランク
2019年9月22日放送「第66.5話優勝祝賀会SP」番組内の即興ソング対決企画で歌われた曲。

### BGM
本編中のBGMは、番組名と同じく「新世紀エヴァンゲリオン」や「ドラゴンボール」を若干思わせる様なパロディ音楽が使われている。

## スタッフ
はじまざスタッフ
R藤本の冠番組である「R藤本の水曜はじけてまざれ!」のスタッフの一部が同様にスタッフとして参加している。初期は裏方に徹しており番組出演することはなかったが、第19.5話から「東大マン」として一部コーナーに出演しているスタッフがいる。
東大マン
東京大学卒のスタッフ。東大校舎のお面を被って「ドラゴゲリオン英語化計画」等の知識が必要なコーナーで講師として登場する。
大阪のベテラン構成作家
大阪のベテラン構成作家がスタッフとして参加していると「R藤本の水曜はじけてまざれ!」の番組内で明かしている。
獣人
主に罰ゲームの執行人として番組に登場。上半身裸でチーターの面をかぶっている。現在二代目と思われる。

## 備考

### 稲垣迷言集
番組内で稲垣早希がお題やメールを読む際に言い間違えた言葉。
- 「高貴」→「たかたか」
- 「フランチャイズ」→「チャイルドチェーン」
- 「夢想家」→「ゆめそうか」（第8話）
- 「～課長：島耕作～」→「かちょう しまこういち」（第10話）
- 「目標」→「にちよう」（第12話）
- 「概要」→「きよう」（第12話）
- 「仰木」（仰木彬・おうぎあきら）→「やなぎ」（12.5話）
- 「予め」→「みじめ」（第14.5話）
- 「相殺」→「あいさつ」（第14.5話）
- 「蛭子能収さん」→「ししのうしゅうさん」（第16.5話）
- 「けんちん汁」→「とんちん汁」（第23.5話）
- 「大和魂」→「だいわとう」（第25話）
- 「伊達」→「いだち」（第28.9話）

## ニコニコチャンネル
「新生紀ドラゴゲリオンZ」を配信しているニコニコ動画のニコニコチャンネル。チャンネル名は「R藤本と早希の新生紀ドラゴゲリオンZ」。月額550円。開設日は2014年4月18日。吉本ニコ生チャンネルの中で「R藤本と早希の新生紀ドラゴゲリオンZ」が会員数トップである。
ブロマガ
番組のお知らせや番組内で披露したオリジナル官能小説や作文などを掲載している。会員登録者のみ購読可能。
過去のアーカイブ動画
「新生紀ドラゴゲリオンＺ」チャンネルに過去の放送のアーカイブ動画が投稿されている。第1話は無料、第2話以降はチャンネル会員登録者のみ視聴可能。リアルタイム視聴は無料パートとチャンネル会員登録者のみに向けて放送されるパートがある。同様にニコニコ生放送のタイムシフト機能も無料パートのみチャンネル会員登録しなくても視聴可能。
会員獲得公約
第7話で行われた「会員獲得!エリート会議」にてチャンネル会員数を増やすため、チャンネル会員の人数に応じた公約を掲げた。また第30話では「1,200人」「1,400人」「1,600人」の公約を追加した。以下は会員人数における公約内容。
| 会員数   | R藤本公約                                                               | 稲垣早希公約 | 達成日                |
| -------- | ----------------------------------------------------------------------- | --- | --------------------- |
| 1,000人  | ヌードで放送を行う[20][注 8] 1/1000を抱く![20]                          | 水着で放送を行う[21][注 9] | 2016年9月18日達成[22] |
| 1,200人  | 1/1200の家に1泊![注 10] R藤本の大喜利家庭教師                           | 有料会員限定ヨーロッパ旅[注 11] おのおの自腹「志摩スペイン村」ツアー[注 10] ドラゲナイトスクープ（探偵になって何でも解決します） | 2017年1月22日達成     |
| 1,400人  | 1/1400と伊豆にダイビング旅行[注 10] デリバリーベジータ（都内限定2時間） | 視聴者参加型水着ビーチバレー[注 10] 2017年版あなたのカレンダー撮影[注 12] ゲーム完全クリア～クリアするまで帰れま10～             | 未達                  |
| 1,600人  | 4/1600とコンパ（稲垣も参加）[注 10] 会員限定無料ライブ                  | セミヌードカレンダー発売[注 10] 1日家政婦 逃げ早希（6時間）                                                                      | 未達                  |
| 2,000人  | 吉本を辞める[20]                                                        | 会員全員に肩たたき券を配布[21]                                                                                                   | 未達                  |
| 3,000人  | 事務所設立[20]                                                          | ドラゴゲリオン温泉バスツアーを開催[21]                                                                                           | 未達                  |
| 10,000人 | 芸人廃業。プロニコ生主、YouTuberとして活動                              | ロバート稲垣の体ものまね | 未達                  |

## 劇場版
2014年6月14日から『新生紀ドラゴゲリオンZ劇場版』のタイトルで渋谷ヨシモト∞ホールで月1回行われているライブイベント。2016年1月24日に初めて大阪での劇場版公演も行われた。
2018年12月9日の開催でドラゴゲリオンZ劇場版はリニューアルのため一旦休止した。